# منصور ایران‌نژاد
منصور ایران‌نژاد (۱۹ اردیبهشت ۱۳۳۲ – ۱۰ اسفند ۱۳۹۹) موسیقی‌دان و آهنگ‌ساز ایرانی بود. وی از اوایل دههٔ ۱۳۵۰، فعالیت حرفه‌ای خود را آغاز کرد.

## زندگی‌نامه
منصور ایران‌نژاد در سال ۱۳۳۲ در تهران متولد شد. وی موسیقی را با ساز پیانو آغاز کرد ولی ساز اصلی او سنتور بود. در سنین جوانی وارد هنرستان‌ موسیقی تهران شد و تحصیلات موسیقی خود را تحت نظر اساتیدی چون حسین دهلوی ادامه داد.
منصور ایران‌نژاد نوازندهٔ سازهای سنتور و پیانو بود. او مدتی با گروه نوازندگان عباس وفایی (وفا) همکاری می‌کرد. وی همچنین نوازندهٔ پیانو ترانه «رسول رستاخیز» در تلویزیون ملی ایران در زمستان سال ۱۳۵۳ بود. از او حدود ۱۳ اثر در موسیقی پاپ به‌عنوان آهنگساز به یادگار مانده است.

## درگذشت
منصور ایران‌نژاد در ۱۰ اسفند ۱۳۹۹ درگذشت و در آرامگاه ابیض میاندهٔ چابکسر واقع در شهرستان رودسر استان گیلان به‌خاک سپرده شد.

## آهنگسازی
| نام خواننده   | نام ترانه        | ترانه‌سرا           | آهنگساز               | تنظیم‌کننده                   | سال ساخت |
| ------------- | ---------------- | ------------------ | --------------------- | ---------------------------- | -------- |
| سلی           | حمدی فیل         | محمود‌خان ملک‌الشعرا | محلی، منصور ایران‌نژاد | منصور ایران‌نژاد              | ۱۳۴۹     |
| سلی           | در اومدی ز خونه  | منصور ایران‌نژاد    | منصور ایران‌نژاد       | منصور ایران‌نژاد              | ۱۳۴۹     |
| سلی           | جیما             | منصور ایران‌نژاد    | منصور ایران‌نژاد       | منصور ایران‌نژاد              | ۱۳۵۱     |
| ابی           | شب               | اردلان سرفراز      | منصور ایران‌نژاد       | محمد شمس                     | ۱۳۵۲     |
| ابی           | پیر              | مسعود امینی        | منصور ایران‌نژاد       | محمد شمس                     | ۱۳۵۲     |
| داریوش        | رهایی            | مسعود امینی        | منصور ایران‌نژاد       | محمد شمس                     | ۱۳۵۲     |
| فریدون فرخزاد | دو آشنا دو همراز | مسعود هوشمند       | منصور ایران‌نژاد       | محمد شمس                     | ۱۳۵۲     |
| ویگن          | حرف نیمه‌تموم     | فریدون علیخانی     | منصور ایران‌نژاد       | اریک آرکانت                  | ۱۳۵۳     |
| ژاکلین        | بر تو چه گذشت    | سعید دبیری         | منصور ایران‌نژاد       |                              | ۱۳۵۳     |
| فریدون فروغی  | آب               | مسعود امینی        | منصور ایران‌نژاد       |                              | ۱۳۵۴     |
| لیلا فروهر    | دیوونه           | فریدون علیخانی     | منصور ایران‌نژاد       | منصور ایران‌نژاد و کاظم عالمی | ۱۳۵۴     |
| لیلا فروهر    | خورشید خانوم     | فریدون علیخانی     | منصور ایران‌نژاد       | اریک آرکانت                  | ۱۳۵۴     |
| شاهرخ         | شهید             | شهرام وفایی        | منصور ایران‌نژاد       | محمد شمس                     | ۱۳۵۶     |

## کارهای ارکستری
- «پنج شاخه گل» (محصول شرکت پرسپولیس)
- پیانو و ارکستر اجرای آثاری از منصور ایران‌نژاد (محصول شرکت پرسپولیس)